# Esforço normal
Esforço Normal é um dos esforços estruturais, estudados pela engenharia estrutural, que podem ocorrer (esforço cortante, momento fletor  flector e momento torçor de torção são os outros) em uma peça.
Ele é definido para uma dada peça pelo somatório de todos os esforços vindos de um mesmo lado da seção, incluindo suas projeções, que passam pela normal à seção em estudo.
Efeitos do Esforço Normal:
Compressão: Ao comprimir a peça, o esforço normal tende a esmagá-la, obrigando a seção da peça a ter um acréscimo.

Peça sendo comprimida

Tração: Ao tracionar a peça, o esforço normal tende a distendê-la, obrigando a seção da peça a sofrer um decréscimo.

Peça sendo tracionada